# Državna cesta D69
Die Državna cesta D69 (kroatisch für Nationalstraße D69) ist eine Hauptstraße in Kroatien.

## Verlauf
Die Straße führt von der Državna cesta D2 in Slatina zunächst auf der Trasse des früheren Nordasts der Državna cesta D49 nach Čeralije und verläuft dann weiter westlich als die frühere D49 über Voćin am Rand des Papukgebirges und Zvečevo nach Kamensko, wo auf die Državna cesta D38 trifft und an dieser endet.
Die Länge der Straße beträgt 50,9 km.